# Mikael Torpegaard
Mikael Torpegaard (født 8. maj 1994) er en dansk professionel tennisspiller. Mikael Torpegaard er medlem af Danmarks Davis Cup-hold.